# Molophilus (Molophilus) filiolus
Molophilus (Molophilus) filiolus is een tweevleugelige uit de familie steltmuggen (Limoniidae). De soort komt voor in het Neotropisch gebied.